# Planodascalia
Planodascalia är ett släkte av insekter. Planodascalia ingår i familjen Flatidae.
Kladogram enligt Catalogue of Life:
| Planodascalia | \| \| Planodascalia aguayoi \| \| \| \| \| \| Planodascalia fusca \| \| \| \| \| \| Planodascalia obscura \| \| \| \| \| \| Planodascalia viridicosta \| \| \| \| |
|               | \| \| Planodascalia aguayoi \| \| \| \| \| \| Planodascalia fusca \| \| \| \| \| \| Planodascalia obscura \| \| \| \| \| \| Planodascalia viridicosta \| \| \| \| |
|               | Planodascalia aguayoi |
|               | |
|               | Planodascalia fusca |
|               | |
|               | Planodascalia obscura |
|               | |
|               | Planodascalia viridicosta |
|               | |